# Klaus Teuber
Klaus Teuber   (Rai-Breitenbach, 25 de juny de 1952 - 1 d'abril de 2023) va ser un protesista dental alemany, més conegut per dedicar-se a la creació de jocs. És conegut, sobretot, per dissenyar el joc de taula d'estratègia Catan.
Els seus títols li han valgut el reconeixement internacional, quatre Spiel des Jahres i un Ploma d'Essen. El seu èxit va venir de la saga Die Siedler von Catan (Els colons de Catan), amb diverses ampliacions respecte al joc bàsic, versions en línia i un llibre d'aventures inspirat en la seva mecànica. La majoria dels seus jocs de tauler es basen en el gènere de l'estratègia.

## Jocs més famosos
- Die Siedler von Catan
- Entdecker
- Barbarossa
- Anno 1503